# Gazzetta di Milano (1816-1875)
La Gazzetta di Milano era un quotidiano stampato a Milano dal 1816 al 1875. Ebbe anche i titoli di Gazzetta privilegiata di Milano e Gazzetta ufficiale di Milano.

## Storia
Nel 1815 nasce il Regno Lombardo-Veneto. Il Regno è un dominio dell'Impero austriaco. Gli austriaci chiudono il Giornale di Milano, il quotidiano ufficiale pubblicato durante la dominazione francese della Lombardia.
Al suo posto nasce la Gazzetta di Milano. Sostituisce il precedente sia come unico giornale che riporta le informazioni ufficiali, sia come il solo che ha accesso alle fonti governative. La direzione viene inizialmente affidata all'abate Vincenzo Butti. Nel 1817 l'appalto governativo della Gazzetta è affidato alla direzione di Francesco Pezzi. Il giornale usciva nel pomeriggio.
Dal 1º gennaio 1830 il quotidiano esce con il nome di Gazzetta privilegiata di Milano. Nel 1848, dopo le Cinque giornate, ritorna alla denominazione originale Gazzetta di Milano. Nel periodo 1848-1859 fu il quotidiano di maggior diffusione in Lombardia.
Il 4 giugno 1859, giorno della battaglia di Magenta, il giornale cessa le pubblicazioni. Appena due giorni dopo esce la nuova Gazzetta di Milano. Il regime politico è cambiato: la Lombardia è stata annessa al Regno di Sardegna. Lo stato sabaudo ha già una gazzetta ufficiale, la Gazzetta piemontese. La Gazzetta di Milano perde quindi ogni appoggio pubblico.
Il nuovo quotidiano viene finanziato da quattro privati: Vittorio Pezzini, Antonio Caccianiga, Raffaele Sonzogno e Giuseppe Rovani. Riccardo Sonzogno è il direttore de facto della Gazzetta fino al 1870. Sonzogno pubblica una coraggiosa inchiesta sulle corruttele per la costruzione della Galleria Vittorio Emanuele e il rifacimento di Piazza del Duomo.
Nel 1874 lo storico quotidiano, in perdita, viene rilevato da Edoardo Sonzogno, già proprietario del concorrente Il Secolo. L'anno successivo l'editore decide la fusione delle due testate per incorporazione.

## Direttori
- Vincenzo Butti (1816)
- Francesco Pezzi (1817-1831)
- Gian Jacopo Pezzi
- Angelo Lambertini
- Giovan Battista Menini (1834-1859)
- Dopo il 1859 il giornale venne gestito dai quattro comproprietari (vedi supra), tra cui Giuseppe Rovani.